# Wouter Wolff
Wouter Wolff (Groningen, 30 juli 1999) is een Nederlandse dammer die zijn damloopbaan begon bij Damgenootschap Het Noorden en vanaf het seizoen 2015/16 in de Nederlandse damcompetitie voor Hijken DTC speelt. 
Zijn beste resultaat is een 8e plaats in het wereldkampioenschap 2017 in Tallinn. 

## Jeugdkampioenschappen
Wolff speelde zijn eerste nationale wedstrijden in 2010 (als eerstejaars pupil) en werd in 2015 (als laatstejaars aspirant) Nederlands juniorenkampioen. 
Hij nam als aspirant en junior regelmatig deel aan internationale kampioenschappen en bereikte daarin topklasseringen met onder andere de wereldtitel sneldammen voor junioren in 2016 en 2018. 
Met het reguliere tempo waren een 2e plaats achter Jitse Slump in het Europees kampioenschap junioren 2017 en een 2e plaats achter Michael Semianiuk in het wereldkampioenschap junioren 2018 zijn beste prestaties. 

## Resultatenoverzicht
Hij nam één keer deel aan het Nederlands kampioenschap dammen met de volgende resultaten:
| jaar | locatie   | plaats |
| ---- | --------- | ------ |
| 2018 | Harlingen | 5e     |

Hij nam drie keer deel aan het Europees kampioenschap dammen met de volgende resultaten: 
| jaar | locatie | plaats |
| ---- | ------- | ------ |
| 2014 | Tallinn | 25e    |
| 2016 | Izmir   | 8e     |
| 2018 | Moskou  | 25e    |

Hij nam één keer deel aan het wereldkampioenschap dammen met het volgende resultaat: 
| jaar | locatie | plaats |
| ---- | ------- | ------ |
| 2017 | Tallinn | 8e     |